# Tandai (Honiara)
Tandai ist ein Ort und eine administrative Einheit (Distrikt) des unabhängigen Inselstaates der Salomonen im südwestlichen Pazifischen Ozean.

## Geographie
Tandai bildet zusammen mit Saghalu und dem Hauptstadtdistrikt Honiara den Verwaltungsbezirk Northwest Guadalcanal. Der Distrikt erstreckt sich rund um Honiara und weit nach Westen bis zum Cone Peak (Vungasilo).
Die Besiedlung des Distrikts konzentriert sich auf den Nordosten und die Umgebung der Hauptstadt Honiara. Die Flüsse Kohove, Mahu, Kaa River (Nueha River), Mbonehe, Mavo River, (Mayo River, Umasani River) entspringen in Bergen im Zentrum der Insel und verlaufen alle nach Osten zur Küste.

## Klima
Das Klima ist tropisch, die durchschnittliche Tagestemperatur liegt bei gleichbleibend 28 Grad Celsius, die Wassertemperaturen bei 26 bis 29 Grad. Feuchtere Perioden sind vorwiegend zwischen November und April, diese sind aber nicht sehr ausgeprägt. Die durchschnittliche Niederschlagsmenge pro Jahr liegt bei 2000 mm und damit etwas niedriger als im Durchschnitt der Salomonen (3000 mm). Zum Vergleich: das Niederschlagsmittel in Deutschland liegt bei 760 mm.

## Sehenswürdigkeiten
In der Nähe von Honiara befinden sich die Strände Lela Beach, Rere Beach und Turtle Beach. Im Landesinneren befindet sich die Schlucht Mbambachapatuhu Gorge.